# Пэт
Пэт или Пат(англ. Pat) — персонаж книги Льюиса Кэрролла «Алиса в Стране чудес». Он появляется в четвёртой главе «Билль вылетает в трубу».

## В книге Кэрролла
Пэт работает на Белого Кролика, как и его друг Ящерка Билль. Пэт не служит в доме, он помогает в огороде в теплицах. Из-за того, что Кэрролл не дал никакого описания персонажа, его вид сейчас широко обсуждается.

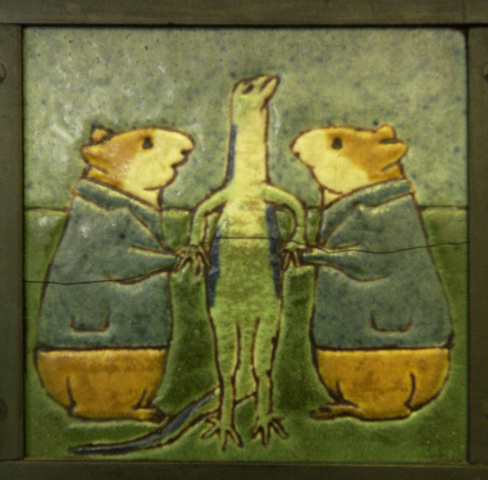
Маленькая Ящерка Билль, поддерживаемая двумя морскими свинками

Когда Алиса увеличивается в размере и занимает весь дом Белого Кролика, тот просит Пэта спуститься по дымоходу, чтобы вытащить Алису из его дома. Пэт отказывается, поэтому Кролик решает вместо него послать Ящерку Билля.

## Внешний вид
Внешний вид Пэта вызывает много споров, поскольку Кэрролл никак не описал его. Неизвестно, кем Пэт должен быть — животным (обезьяной, морской свинкой или ящерицей), человеком (ирландцем садовником) или птицей, например, Птицей Додо. Существует несколько теорий относительно того, кем он является.
Некоторые считают, что Пэт ― ирландец садовник, доказательством служат его фразы:
- «Sure, it’s an arm, yer honour!» (Конечно, это рука, ваша честь!). Слово arm он произнёс как arrum.
- «Sure then I’m here! Digging for apples, yer honour» (Я тут! Яблочки копаю, ваша честь!). В викторианские времена выражение «Irish apples» (ирландские яблоки) означало «картофель»[2].

Имя Пэт также является ирландским. Садовник появляется в этом эпизоде не случайно, потому что в викторианскую эпоху в Англии хозяева мелких поместий активно использовали садоводство для улучшения своих земельных угодий.

«Какие большие там теплицы! — подумала Алиса».
|  |

В книге «Аннотированная Алиса» Мартина Гарднера приводится теория о том, что Пэт ― это одна из двух морских свинок, которые «поддерживали ему [Биллу] голову и чем-то поили из бутылки» после того, как он вылетел из дымохода. Если эта теория верна, то Пэт появляется в книге и во второй раз, поскольку в ней говорится, что те же самые морские свинки являлись присяжными в суде Червонной Королевы.
Вторая теория, предложенная Дэвидом Локвудом, заключается в том, что Пэт — это обезьяна, которая появляется в главе 2 «Озеро слёз» и в главе 3 «Бег по кругу и повесть в виде хвоста». Пэт сильно намекает на то, что он ирландец, а в викторианских политических карикатурах ирландцы часто получали имена Пэт или Пэдди. Однако обезьяна не упоминается в тексте книги и появляется только в иллюстрациях Джона Тенниела, так что вполне возможно, что это всего лишь плод воображения Тенниела, а не Кэрролла.
Некоторые предполагают, что Пэт — это ящерица, как и его друг Билль.

## В экранизациях
В анимационном фильме Алиса в Стране чудес (1951) персонаж Пэта воплощается в персонаже Додо, из-за чего в рецензиях Додо иногда называют Пэт Додо (Pat the Dodo), но это имя никогда не упоминается в фильме. Додо озвучивает Билл Томпсон.
Увидев большие руки и ноги, высунувшиеся из его дома, Белый Кролик предположил, что в его жилище поселился настоящий монстр. На самом деле, это была Алиса, которая волшебным образом выросла до гигантских размеров. Кролик позвал на помощь Додо, чтобы он убедил Ящерку Билля спуститься в дымоход (в книге убеждал Пэт). Испугавшись монстра, Билль не соглашался, но Додо удалось его уговорить. Однако сажа, которой было полно в дымоходе, заставила Алису чихнуть, и Билль, не удержавшись, вылетел в открытое небо.
Исполнители роли Пэта
- Телевизионный фильм 1985 года, в котором играет Скотт Байо в роли морской свинки Пэт[9]
- Телевизионный сериал 1985 года, в котором играет Джон Гловер (англ. Jon Glover) в роли садовника Пэт[10]
- Фильм 1972 года, в котором играет Фредди Эрл (англ. Freddie Earlle) в роли морской свинки Пэт[11]
- Фильм 1999 года, в котором играет Джейсон Бирн (англ. Jason Byrne) в роли садовника Пэт[12]